# Дочери Эдварда Дарли Бойта
Дочери Эдварда Дарли Бойта (англ. The Daughters of Edward Darley Boit, первоначально экспонировалась под французским названием «Портрет детей», фр. Portraits d'Enfants) — семейный портрет кисти Джона Сингера Сарджента (1856—1925), написанный в Париже осенью 1882 года; одна из наиболее известных картин художника. 
Картина экспонируется в Галерее нового искусства Америки Бостонского музея изящных искусств. Её размеры — 221,93 на 222,57 см. Техника — масляная живопись по холсту.

## История картины
Картина изображает четырёх дочерей Эдварда Дарли Бойта и его супруги Мэри-Луизы Кушинг-Бойт — Джулию, Мэри-Луизу, Джейн и Флоренс — в домашней обстановке. Американский художник Эдвард Бойт был другом Сарджента; Мэри-Луиза, известная в кругу друзей как «Иза», была дочерью торговца, крупного контрабандиста опиума и филантропа Джона Кушинга (1787—1862). Семья проживала в Париже по адресу Avenue de Friedland, 32 — принято считать, что действие картины разворачивается в интерьере именно этой квартиры (здание было построено в 1874 году и сохранилось до нашего времени). 
Неизвестно, изображены ли дочери Бойта по инициативе их отца, или же картина была создана по желанию художника. Сарджент написал портрет осенью 1882 года, после чего подарил его Бойту. 
Картина впервые экспонировалась осенью 1883 года в Галерее арт-дилера Жоржа Пти и произвела неоднозначное впечатление. Один из критиков описал полотно как «четыре угла и пустота» (four corners and a void). Ещё до этого, в номере от 26 мая 1883 года, Le Journal amusant напечатал карикатуру Луи Морель-Реца под ироничным названием «Большая распаковка фарфора, китайских товаров, детских игрушек и проч.» (Grand déballage de porcelaines…). 
31 марта 1919 года сёстры Джулия, Мэри-Луиза, Джейн и Флоренс Бойт передали портрет в дар Бостонскому музею изящных искусств в память о своём отце. 19 ноября 1997 года наследница семьи, дочь Джулии О. Билз, передала в дар музею японские вазы, изображённые на картине (инвентарный номер — 1997.211), после чего картина стала экспонироваться между этими вазами. 

## Модели
На картине изображены сёстры Бойт: четырёхлетняя Джулия (Julia Overing Boit, 1878—1969), восьмилетняя Мэри-Луиза (Mary Louisa Boit, 1874—1945), двенадцатилетняя Джейн (Jane Hubbard Boit, 1870—1955) и четырнадцатилетняя Флоренс (Flourence D. Boit, 1868—1919). Младшая Джулия сидит на ковре с куклой в руках, слева от неё стоит Мэри-Луиза, старшие сестры, Джейн и Флоренс находятся позади, будучи частично скрытыми в тени. Голубоглазая Джулия написана на переднем плане, своим детским очарованием она словно отвлекает внимание от сестёр. Впоследствии она стала известной художницей-акварелисткой; была особенно близка со своей средней сестрой, Мэри-Луизой. Старшие сёстры, Флоренс и Джейн отличались, по мнению современников, эмоциональной неустойчивостью. Ни одна из девочек впоследствии не вышла замуж.
Также на заднем плане полотна изображены две высокие японские вазы работы мастера Хирабаяси из Ариты или его мастерской, созданные в конце эпохи Эдо, но до начала реставрации Мэйдзи.

## Особенности
Картина неоднократно становилась объектом пристального внимания искусствоведов. В 2009 году вышла монография Эрики Е. Хиршлер, целиком посвящённая ей. В настоящее время картина считается «наиболее психологически убедительной в творчестве Сарджента». 
Композиция довольно необычна для группового портрета — обычно они основаны на изображении персонажей как одинаково важных. Необычна и квадратная форма холста. Асимметрия композиции придаёт сцене непосредственность, словно художник застал своих моделей врасплох. Сарджент изображает девочек с большой симпатией, словно знает их «секрет», который не раскрывает зрителю. Художник использует светотень не только для создания глубины пространства, но и для передачи загадочных отношений, существующих между изображёнными детьми. 
Некоторые художественные критики интерпретировали картину как глубокое исследование о непостоянной природе детства и юности. Писатель Генри Джеймс, близкий друг четы Бойтов и Сарджента, описал её как «счастливый мир игры в семье очаровательных детей». В XX веке полотно часто рассматривалось в духе фрейдистских идей.
Картина наиболее близка к работам, созданным художником во время его пребывания в Венеции. Прослеживается также явное влияние творчества французского импрессиониста Эдгара Дега и картины «Менины» испанского художника Диего Веласкеса (1656), которая имеет схожий геометрический формат и предвещает композиционное решение Сарджента — на переднем плане изображена пятилетняя инфанта Маргарита Тереза Испанская. Известно, что Сарджент ездил в Мадрид в 1879 году, детально изучал «Менины» и делал в Прадо копию этой картины. О сходстве двух полотен говорилось уже при первой экспозиции работы Сарджента, в частности, его отметил писатель Генри Джеймс. Связь между полотнами считается настолько значимой, что Музей Прадо в рамках проекта «Приглашённая картина» (The Invited Work) с 16 марта по 30 мая 2010 года экспонировал работу Сарджента, так что обе картины впервые выставлялись вместе. 
- Джулия Бойт, деталь картины
- Мэри Луиза, деталь картины
- Джейн и Флоренс, деталь картины
- Одна из ваз, фигурирующих на картине

## Современные интерпретации
Авторскую свободную версию картины Сарджента создал современный китайский художник Чжэн Лу (род. 1987).